# Ryōichi Taguchi
Ryōichi Taguchi (田口 良一, Taguchi Ryō'ichi) est un boxeur japonais né le 1er décembre 1986 à Tokyo.

## Carrière
Champion du Japon des poids mi-mouches en 2013, il remporte le titre mondial WBA de la catégorie le 31 décembre 2014 après sa victoire aux points contre Alberto Rossel. Il conserve ensuite son titre en battant par arrêt de l'arbitre au 8e round Kwanthai Sithmorseng le 6 mai 2015 puis par abandon au 9e round Luis de la Rosa le 31 décembre 2015 et au 11e round Juan Jose Landaeta le 27 avril 2016.
Le 31 août, Taguchi bat son compatriote Ryo Miyazaki tandis que le 31 décembre 2016, il fait match nul contre Carlos Canizales. Le 23 juillet 2017, il bat par arrêt de l'arbitre au 9e round Robert Barrera puis réunifie les ceintures WBA et IBF le 31 décembre 2017 en dominant aux points Milan Melindo. Il est en revanche battu le 20 mai 2018 par Hekkie Budler aux points puis par Kosei Tanaka le 16 mars 2019 également aux points.